# Kurt Steinhaus
Kurt Steinhaus (* 21. Januar 1938 in Stettin; †  6. April 1991 in Heidelberg) war ein deutscher Soziologe, Politikwissenschaftler und DKP-Funktionär.

## Leben
Steinhaus studierte an der Philipps-Universität in Marburg bei Wolfgang Abendroth, von dem er auch promoviert wurde. Er war im Vorstand des SDS, arbeitete für das Institut für Marxistische Studien und Forschungen (IMSF) in Frankfurt am Main und wurde hauptamtlicher Mitarbeiter der Deutschen Kommunistischen Partei (DKP). 1963 gehörte er zu den Mitbegründern der Marxistischen Blätter.
Der Nachlass von Kurt Steinhaus wird vom Internationalen Institut für Sozialgeschichte in Amsterdam betreut.

## Schriften
- Vietnam. Verlag Neue Kritik, Frankfurt 1967.
- Politische und soziale Grundlagen der türkischen Revolution. Marburg 1969 (Promotion)
- Soziologie der türkischen Revolution. Europäische Verlagsanstalt, Frankfurt am Main 1969.
- Zur Theorie des internationalen Klassenkampfes. [S.l.], circa 1970, Raubdruck.
- Kurt Steinhaus, Jutta von Freyberg (Hrsg.): Dokumente und Materialien der vietnamesischen Revolution. 2 Bde. Verlag Marxistische Blätter, Frankfurt am Main 1969.
- Streiks in der Bundesrepublik 1966–1974. Verlag Marxistische Blätter, Frankfurt am Main 1974.
- Auferstehung einer Grossmacht? Zum Problem der Kontinuität des „alten“ und „neuen“ deutschen Imperialismus. Pahl-Rugenstein, Köln 1980, ISBN 3-7609-0517-X.
- Zu einigen Entwicklungstendenzen des politischen Klimas in der Bundesrepublik. In: Jahrbuch des IMSF. 4/1981, S. 143–155. (Digitalisat)
- Zur Betriebsorientierung der marxistischen Arbeiterpartei der Bundesrepublik. Anmerkungen zur Politik der DKP. In: Jahrbuch des IMSF. 6/1983, S. 223–234. (Digitalisat)
- Eine universelle Revolution mit universellem Terrain. Systemauseinandersetzung und internationale Kräfteverhältnisse. 40 Jahre nach der Zerschlagung des Faschismus. In: Jahrbuch des IMSF. 8/1985, S. 9–34.
- Kurt Steinhaus, Günter Judick: Stalin bewältigen – Dokumente und Aufsätze. Sowjetische Dokumente der 50er, 60er und 80er Jahre. Edition Marxistische Blätter, Neuss 1989, ISBN 9783885010838